# Vincent Malone (Bischof)
Vincent Malone (* 11. September 1931 in Liverpool; † 18. Mai 2020 ebenda) war ein britischer römisch-katholischer Geistlicher und Weihbischof in Liverpool.

## Leben
Vincent Malone empfing nach seiner theologischen Ausbildung am St. Josephs College in Up Holland am 18. September 1955 in der Kirche St. Oswald in Old Swan, Liverpool, die Priesterweihe für das Erzbistum Liverpool. Er war Kaplan am Notre Dame Convent und College in Mount Pleasant, Liverpool (1955–1959). Dort studierte er an der University of Liverpool und graduierte 1959 mit einem Bachelor of Science. An der University of Cambridge absolvierte er 1960 ein postgradualen Zertifikatsstudiengang in Bildung und 1964 ein Diplom in Bildung (Dip Ed). 1967 wurde er Fellow des College of Preceptors (FcollP).
Von 1960 bis 1961 war er Priester der Pfarre St. Anne in der Overbury Street in Liverpool und Teilzeitlehrer an der Vorbereitungsschule von St. Francis Xavier (Cathedral-Choir-School) war. Von 1961 bis 1971 war er Mitarbeiter des Cardinal-Allen-Grammar-School in Liverpool, zunächst als Hilfslehrer und schließlich als Leiter der Abteilung für Religion.
1971 wurde er Kaplan an der Universität von Liverpool und 1979 Administrator der  Liverpool Metropolitan Cathedral. 1980 wurde er zum Päpstlichen Ehrenprälaten (Monsignore) ernannt und in das Domkapitel aufgenommen. Im selben Jahr erfolgte – als erster Geistlicher überhaupt – die Wahl zum Vorsitzenden des Senates der Universität Liverpool; 1981 feierte die Universität Liverpool ihr hundertjähriges Bestehen. Außerdem war er Vorsitzender des Priesterrates der Erzdiözese, Regionalkoordinator für den Papstbesuch 1982, stellvertretender Sprecher der Ökumenischen Versammlung der Kirchen in Merseyside und der Region sowie Vorsitzender des Ständigen Ausschusses. 1981 wurde er zum Mitglied des Erzbischofsrates und zum Treuhänder und Generalvikar der Erzdiözese ernannt, in dessen Funktion er bis 2019 tätig war.
Papst Johannes Paul II. ernannte ihn am 13. Mai 1989 zum Weihbischof in Liverpool und Titularbischof von Abora. Der Erzbischof von Liverpool Derek John Worlock spendete ihm am 3. Juli desselben Jahres die Bischofsweihe; Mitkonsekratoren waren die beiden Weihbischöfe in Liverpool Kevin O’Connor und John Rawsthorne. Er war Vorsitzender des Komitees der Bischofskonferenz für Hochschulbildung und bischöflicher Vertreter für das National Board of Catholic Women (NBCW).
Am 26. Oktober 2006 nahm Papst Benedikt XVI. seinen altersbedingten Rücktritt an.
Vincent Malone starb am 18. Mai 2020 im Royal Liverpool Hospital an COVID-19.